# 6267 Rozhen
6267 Rozhen este un asteroid din centura principală, descoperit pe 20 septembrie 1987, de Eric Elst.